# استان نجف
استان نَجَف اشرف (به عربی: محافظة نجف الاشرف) نام یکی از استان‌های هیجده‌گانهٔ کشور عراق است که مرکز آن نجف است. حرم علی بن ابی طالب که یکی از زیارتگاه های مهم و مقدس شیعیان به شمار میرود در نجف مرکز این استان قرار دارد. یکی از شهرهای بزرگ و تاریخی نجف کوفه است.
هر دو شهر نجف و کوفه برای مسلمانان مقدس هستند و شیعیان اکثریت جمعیت این شهرها را تشکیل می‌دهند.
تا پیش از سال ۱۹۷۶، نجف بخشی از استان کربلا بود.

## زیارتگاه علی بن ابی طالب
آرامگاه امام اول شیعیان،حضرت علی بن ابیطالب در غرب شهر نجف واقع است. علی بن ابی‌طالب در سال ۴۰ قمری به دست عبدالرحمن بن ملجم مرادی که از فرقه خوارج بود،در مسجد کوفه به قتل رسید و در پشت کوفه دفن گردید که بر اساس وصیت خود، قبر او مخفی نگه داشته شد و قرن دوم هجری در عصر هارون الرشید، محل قبر علنی شد. به عقیده شیعیان، پیامبران آدم و نوح هم در کنار علی بن ابیطالب دفن شده‌اند. همچنین جمع فراوانی از عالمان شیعه در این حرم مدفونند.علی که در مسجد کوفه به دست عبدالرحمن بن ملجم هنگام نماز صبح ۱۹ رمضان با شمشیر زهر آلود زخمی گشته‌بود، و در شب جمعه ۲۱ رمضان سال ۴۰ قمری درگذشت، در وصیتی به پسرانش حسن و حسین محل دفن خود را سفارش کرده بود. بر اساس وصیتش قبر را پنهان نگه داشتند و جز امامان و برخی شیعیان ویژهٔ این خاندان، کسی از محل دفن آگاهی نداشت. در دوران حکومت حجاج ابن یوسف ثقفی بر کوفه حدود ۳۰۰۰ قبر برای پیدا کردن آرامگاه او نبش گشت، ولی موفق نشدند.

## مکان های زیارتی

### بارگاه
- حرم امام علی
- مرقد صافی صفا[۲]
- مرقد کمیل بن زیاد
- مرقد میثم تمار
- مرقد مسلم ابن عقیل
- مرقد مختار ثقفی
- مرقد هانی بن عروه

### مساجد
- مسجد کوفه
- مسجد سهله
- مسجد حنانه
- مسجد صعصعه بن صوحان

### آرامستان
- قبرستان وادی‌السلام

## شهرهای استان نجف
۱.نجف
۲.کوفه
۳.حیره
۴.المشخاب